# قيمة إضافية

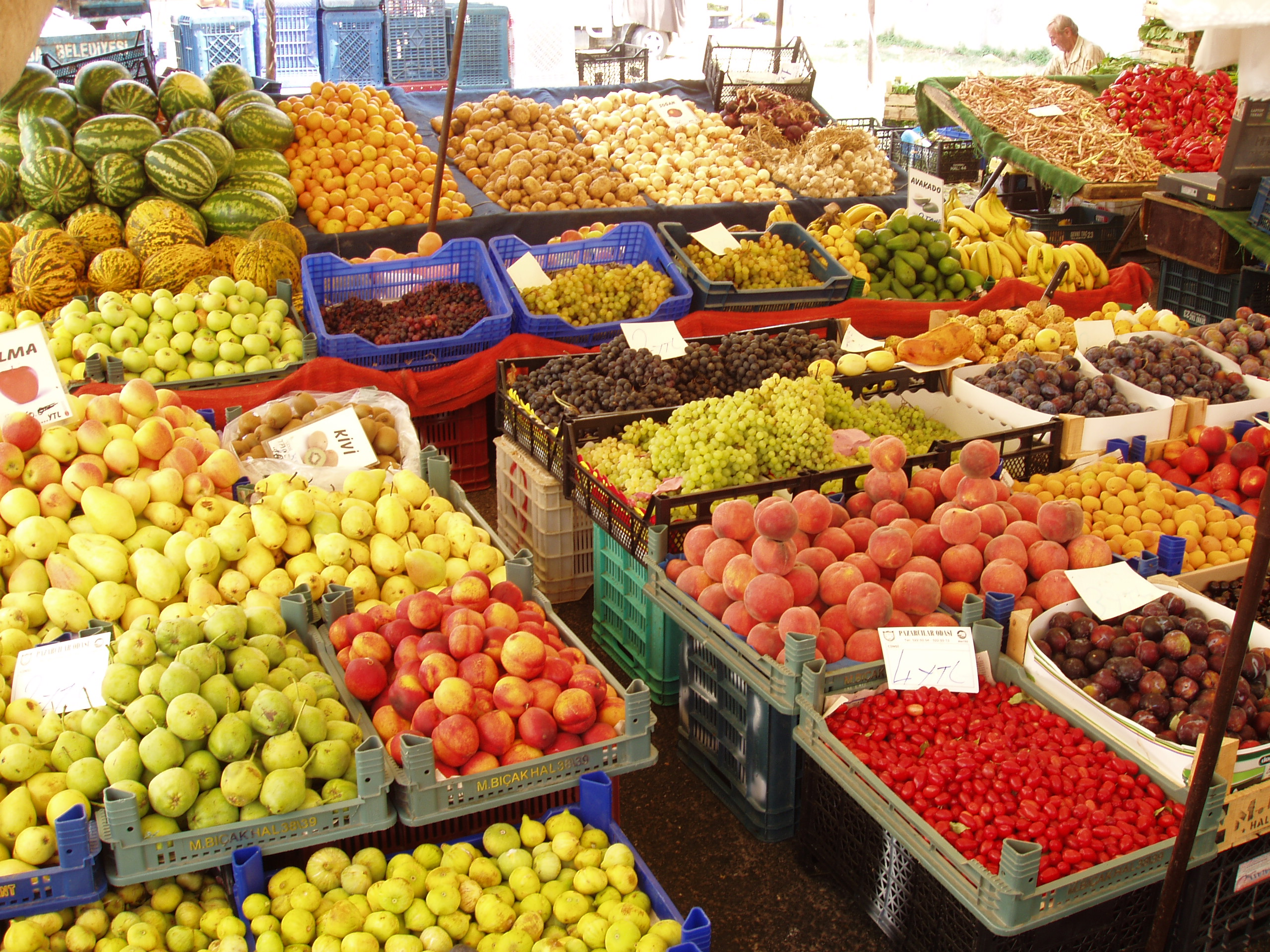

القيمة المضافة Value Added وتشير إلى القيمة الإضافية التي خلقت خلال مرحلة معينة من مراحل الإنتاج أو من خلال التسويق.
و في الاقتصاد الكلاسيكي الجديد neoclassical economics أو ما يعرف أتباعه بالكلاسيكيين المحدثين أمثال ميلتون فريدمان, وخصوصا على مستوى الاقتصاد الكلي يعود معنى القيمة المضافة على مساهمة عناصر الإنتاج (العمالة، الأرض, ورأس المال) لزيادة قيمة منتج معين.
و لإنتاج سلعة ما فإن عناصر النتاج تقوم بخدمة معينة تقوم بزيادة سعر الوحدة من هذه السلعة بشكل يتناسب مع التكلفة لهذه السلعة.
وهي قيمة الربح الناتج من عمل العامل، حيث يثبت كارل ماركس في كتابه رأس المال، بأن التبادل التجاري لا يؤدي إلى الربح. انما يأتي الربح من قيمة تعب العامل، ويحللها ماركس تاريخيا بان المجتمع المشاعي عندما يقوم التبادل التجاري فاذا قام أحد المنتجين برفع سعره، فسيقوم الكل برفع السعر لكن يكون هناك فائض قيمة عمل عندما يقوم أحد الأشخاص باستعباد أحد الأسرى، فيحصل على فائض إنتاج ناتج عن قيمة عمل العبد، وسمى ماركس هذه القيمة بالقيمة المضافة أو اصطلاحا فائض قيمة العمل، فيعتبر ماركس أن العملة هي سلعة، وكذلك عمل العامل سلعة والربح دائما يأتي من سلعة عمل العامل، أي من فائض قيمة العمل التي كلما تطور العلم والتكنولوجيا، ازداد العرض عليها وقل الطلب وبالتالي أصبحت السلعة الأكثر ربحا، فهي تنتج منتوجات عليها الطلب وأرباحها هائلة وهذه الأرباح الهائلة نتيجة الربح من القيمة المضافة، حيث أنك تشتري سلعة زهيدة وتبيعها بسعر مرتفع، وتعتبر القيمة المضافة أحد أعمدة الاقتصاد السياسي الماركسي.
القيمة المضافة في عملية البيع هي: تقديم البائع للزبون مجموعة من الأرباح المادية مثل الخدمة والصيانة المجانية أو هدية تزيد من سعر المنتج الحقيقي بشكل يسمح للبائع من رفع السعر على أساس القيم المضافة عليها.
في معظم الأحيان تكون القيم المضافة ليس لها ارتباط بالمنتج نفسه وهي تفيد الزبون بنسب متراوحة تبدأ من الصفر وحتى 100% من القيم المضافة الممنوحة